# Saint-Denis-du-Pin
Saint-Denis-du-Pin è un comune francese soppresso e frazione del dipartimento della Charente Marittima nella regione della Nuova Aquitania. Dal 1º gennaio 2016 si è fuso con il comune di La Benâte per formare il nuovo comune di Essouvert.

## Società

### Evoluzione demografica
Abitanti censiti